# Округ Стјуарт (Џорџија)
Стјуарт (енгл. Stewart County) је округ у америчкој савезној држави Џорџија.

## Демографија
По попису из 2010. године број становника је 6.058, што је 806 (15,3%) становника више него 2000. године.
| Група             | 2000.         | 2010.         |
| Белци             | 1.926 (36,7%) | 1.655 (27,3%) |
| Афроамериканци    | 3.232 (61,5%) | 2.864 (47,3%) |
| Азијати           | 9 (0,2%)      | 44 (0,7%)     |
| Хиспаноамериканци | 79 (1,5%)     | 1.454 (24,0%) |
| Укупно            | 5.252         | 6.058         |